# Tablas de las Apulias
Tablas de las Apulias (en italiano: "Tavoliere delle Puglie") es una llanura en la Apulia septentrional, Italia meridional, que ocupa casi la mitad de la comarca tradicional de la Capitanata. Se extiende por una superficie de alrededor de tres mil kilómetros cuadrados, y en el pasado constituyó un fondo marino. Está limitada por los Preapeninos Daunos al oeste, el promontorio de Gargano y el mar Adriático en el este, y los ríos Fortore y Ofanto al sur. Es la llanura italiana más extensa, después de la llanura padana.
En invierno la llanura se ve a veces afectada por inundaciones de los ríos Ofanto y Fortore, mientras que en verano, es frecuente la sequía. Los principales centros, de norte a sur, son San Severo, Lucera, Foggia y Cerignola.

## Historia
El nombre Tavoliere deriva del latín Tabulae censuariae, tablas en la que los romanos clasificaron las zonas dedicadas a la ganadería ovina trashumante o a la agricultura. Durante la Edad Media la antigua práctica de la agricultura y la regulación fluvial se perdieron y la llanura se dedicó prácticamente a la ganadería ovina que, usando cañadas, alcanzaban las regiones de pasto de los Apeninos a través del Tavoliere. Las tierras eran, en general, pantanosas e insalubres.
Después de amplios trabajos de desecación, la llanura se cultiva ahora con intensidad. Las cosechas incluyen trigo, remolacha azucarera, tomate, especialmente en la zona de Foggia, mientras están también difundidos los cultivos de olivos y vid, para producir aceite y vino de calidad.

## Municipios
Los municipios situados en las tablas de las Apulias son:
Ascoli Satriano, Alberona, Apricena Biccari; Bovino, Candela, Carapelle, Casalvecchio di Puglia, Castelluccio dei Sauri, Castelnuovo della Daunia, Cerignola, Chieuti, Deliceto, Foggia, Lucera, Manfredonia, Margherita di Savoia, Ordona (Herdonia Archivado el 20 de julio de 2011 en Wayback Machine.), Orta Nova, Poggio Imperiale, San Ferdinando di Puglia, San Paolo di Civitate, San Severo, Serracapriola, Stornara, Stornarella, Torremaggiore, Trinitapoli, Troia, Volturino y Zapponeta.